# François a'Weng
 (juin 2023).
 (juin 2023).
François a'Weng, né le 20 avril 1920 à Cannes et mort dans un accident automobile le 22 juillet 1961 à Chartres, est un officier de marine, un Français libre et un haut fonctionnaire de la Ve République.

## Biographie

### Jeunesse
Il nait à Cannes (Alpes-Maritimes) le 20 avril 1920, fils de Jean a’Weng (d’une famille d’origine bâloise zwinglienne : à Wengen), banquier et planteur au Sénégal puis au Cameroun et d’Anne de Buyer-Mimeure (d’une famille de maîtres de forges comtois). Il est l'arrière petit-fils de Frantz AWeng (1818-1885), directeur des usines de Stiring-Wendel ; de Charles Combier (1819-1888) ; du marquis de Buyer-Mimeure (1816-1881), propriétaire forestier de Bourgogne et de Charles Calemard de Lafayette (1815-1901).
Élève en classe de préparation à l’École navale transférée en raison des hostilités à Saint-Jean-d'Angély, il quitte la France au fort de la Débâcle, en compagnie de son condisciple de Flotte, Paul Leremboure, à Saint-Jean-de-Luz le 22 juin 1940 sur le paquebot Batory (ou Batorik) qui touche Plymouth le lendemain. 
Il rallie la France libre à Londres le 1er juillet 1940. Il est dirigé sur Aldershot où il suit un cours de préparation militaire. Fin août 1940, il est muté à la marine et embarqué sur le cuirassé Courbet. Il suit le 2e cours d’élève-officier organisé en août 1940, en sort aspirant et embarque sur les sous-marins Junon (fin 1940) puis Minerve (1940-1942), effectuant patrouilles et missions sur les côtes de Norvège jusqu’au 15 décembre 1942 (quatre engagements contre l’ennemi). Il est promu enseigne de vaisseau de 2e classe le 15 avril 1942 et de 1re classe le 15 avril 1943. Il embarque ensuite sur le Curie de décembre 1942 à novembre 1945 et participe à toutes ses missions en Méditerranée (onze engagements contre l’ennemi).

### À la fin de la guerre
Lors du défilé de juin 1945, c’est lui qui présente au public parisien, en naviguant sur la Seine, le sous-marin de poche no 90, pris aux Allemands, ce qui lui vaut des félicitations du Ministre de la Marine le 17 juillet 1945 et un témoignage de satisfaction du préfet maritime le 14 août 1945. Ingénieur de l’École navale, après la fin des hostilités en Europe, il est attaché au cabinet du général de Gaulle, Président du Gouvernement provisoire, puis, du 1er décembre 1945 au 2 septembre 1946, à celui d’Edmond Michelet, ministre des armées. Promu lieutenant de vaisseau le 22 décembre 1946 et prévu pour prendre le commandement du chaland de débarquement LST 508 en armement aux États-Unis, il est mis en route sur Norfolk le 14 février 1947, mais rappelé à la direction du personnel militaire à Paris le 15 juillet. Le 9 août 1947, il reçoit les remerciements du Ministre de la Marine.

### Un énarque issu des rangs combattants
Candidat au deuxième concours spécial de l’École nationale d’administration, créée l’année précédente, où il est seulement admissible, il réussit le troisième concours spécial (14 octobre 1946) qu’il présente au titre de la section des affaires extérieures. Il est affecté à la section d’administration sociale. Élève (promotion Jean Moulin) du 1er janvier 1948 au 1er janvier 1950, il est doyen et délégué de sa promotion. Sorti 3e, il entre à la Cour des comptes en qualité d’auditeur et démissionne de la marine à la même date. François a’Weng est rapporteur près le Comité central du contrôle des organismes subventionnés en 1950, rapporteur au Comité central d’enquête sur le coût et le rendement des services publics en 1951, Conseiller référendaire en 1953, Vice-président de la Commission consultative centrale des marchés de la marine marchande en 1958. Au moment du retour du général de Gaulle, il devient en janvier 1959 Directeur de cabinet de Roger Frey, Ministre de l’Information,, et il reste à ce dernier poste jusqu’en août 1960, date à laquelle il est nommé président d’une société filiale d’Havas : Information et Publicité. 
Officier de réserve, il est capitaine de corvette en 1960.

### Famille
Arrière-arrière-petit-fils de Jean François dit Frantz (Ier) AWeng (1818-1885), directeur des usines Wendel, il épouse en 1961 Béatrice de Chambure,, championne de France de tennis dès 1951, fille de Geneviève Thibault, musicologue.

### Un ami des arts
Collectionneur de dessins anciens, lui-même dessinateur exercé, François a’Weng s’insère dans le renouveau des conservations des monuments anciens de l’époque d’André Malraux. Il rachète château de Ballon et sauve de la démolition l’hôtel de Guénégaud, dans le quartier du Marais, qui deviendra le Musée de la chasse et de la nature.

### Une fin prématurée
François a’Weng meurt à Chartres (Eure-et- Loir) le 22 juillet 1961, victime d’un accident de voiture laquelle, précipitée contre un platane par son chauffeur Pierre Coirin, transportait également sa jeune épouse, enceinte de François-Louis. Un service religieux a lieu le vendredi 28 juillet à midi en l’église Saint-Louis-en-l’Isle, paroisse dont dépend son nouveau domicile parisien. La presse du moment raconte :

« Parmi les très nombreuses personnalités qui avaient tenu à assister à cet office, on remarquait la présence de M. Louis Terrenoire, ministre de l’information ; Louis Racine, directeur de cabinet de M. Michel Debré ; Yvon Bourges, directeur de cabinet de M. Roger Frey, représentant le Ministre de l’Intérieur ; M. André Holleaux, directeur de cabinet de M. Edmond Michelet, Garde des Sceaux ; M. Maurice Papon, Préfet de police ; l’amiral Cabanié, Chef d’état-major de la Marine ; l’amiral Ortoli, inspecteur général des Forces navales ; M. Olivier Guichard, Directeur général de l’O.C.R.S ; M. Raymond Janot, Directeur général de la R.T.F ; M. Henri Bourdeau de Fontenay, Directeur de l’École nationale d'administration ; M. Jean Ehrhard, Directeur général de l’Agence Havas ; une délégation de conseillers à la Cour des comptes ; M. Pierre Lazareff, Directeur général de France-Soir et M. Jean Marin, Président-directeur général de l’Agence France-Presse. Tous les membres du Conseil d’administration d’Information et Publicité, ainsi que les collaborateurs du défunt, étaient également présents à ce service. »

— 29 juillet 1961, Nice Matin, même texte dans le carnet de l'Aurore et Le Figaro
. 

« (…) Son intelligence, sa distinction, son humour, sa culture artistique, lui valurent immédiatement de nombreuses sympathies, puis de solides amitiés.(…) »

— allocution prononcée à l’audience solennelle tenue à la Cour des comptes le 26 septembre 1961),,

### Décorations
- Officier de la Légion d'honneur, le 11 décembre 1957[18]. Cette nomination a été prise sur le rapport du Ministre de la Marine marchande et en qualité de conseiller référendaire à la Cour des comptes, conseiller technique au cabinet du Sous-secrétaire d’État à la Marine marchande
  -  Chevalier de la Légion d'honneur le 21 mars 1946[19]
- Croix de guerre 1939–1945, avec une citation à l'ordre de l’armée de mer en date du 20 février 1945[20], ainsi que trois citations à l’ordre du corps d’armée respectivement en date des 5 juin 1944[21], 23 février 1945[22] et 18 octobre 1945[23]
- Médaille commémorative française de la guerre 1939–1945
- Médaille commémorative des services volontaires dans la France libre
- Commandeur de l'ordre du Nichan Iftikhar
- Chevalier de l'Ordre de l'Étoile noire
- Médaille militaire de 1re classe de Tchécoslovaquie (le 8 mars 1946)[24].